# Quartier interdit
 (mars 2023).
Pour le film allemand, voir Quartier interdit (film).
Quartier interdit est une émission de la chaîne de télévision française Canal+, diffusée de septembre 1998 à août 2002.
Jean-Pierre Dionnet y présentait des films gore, bizarres et/ou hors normes, généralement des séries B voire Z.
L'émission, réalisée par Yannick Vallet, s'est en fait intitulée durant les deux premières saisons Le Quartier Interdit de Jean-Pierre Dionnet. C'est en octobre 2000, lors de son relookage, qu'elle a pris le nom de Le Quartier Interdit. Elle est communément appelée Quartier Interdit. Le nom fait référence à Cinéma de quartier, une autre émission de cinéma que Jean-Pierre Dionnet présentait sur la chaîne depuis 1990, consacrée, elle, aux péplums, westerns et autres films de genre anciens.
L'émission se compose d'une introduction de 3 à 5 minutes par Jean-Pierre Dionnet devant un fond d'écran projetant des images du film dont il est question. Il donne des détails sur les origines du film, son réalisateur, ses acteurs, voire ses producteurs et remet le film dans son contexte. Le tout est entrecoupé d'extraits de scènes marquantes. Le film en question est ensuite diffusé dans son intégralité. 
C'est Dominique Farrugia en 2002, alors président de Canal+, qui décide de mettre fin à l'émission.
La première saison de Quartier Interdit s'est conclue par un programme entier autour du cinéma gore intitulé Nuit gore, réalisée par Yannick Vallet et dont Jean-Pierre Dionnet est le coauteur avec Marc Godin.

## Films présentés par Jean-Pierre Dionnet et diffusés

### Saison 1 (1998-1999) - 23 numéros
- Le Maître des illusions de Clive Barker
- La Dernière Maison sur la gauche de Wes Craven
- Hémoglobine de Peter Svatek
- Le Masque de cire de Sergio Stivaletti
- Le Corps et le Fouet de Mario Bava
- Hellraiser 4 de Alan Smithee
- L'Enfer des zombies de Lucio Fulci
- La Morte vivante de Jean Rollin
- Les Feebles de Peter Jackson
- Six Femmes pour l'assassin de Mario Bava
- Le Jour de la bête de Alex de la Iglesia
- Succube de James Bond III
- Le Dentiste de Brian Yuzna
- Henry, portrait d'un serial killer de John McNaughton
- Raven de Lawrence Lanoff
- Les Raisins de la mort de Jean Rollin
- La Révolte des morts-vivants de Amando de Ossorio
- Relic de Peter Hyams
- Réducteurs de têtes de Richard Elfman
- L'Oiseau au plumage de cristal de Dario Argento
- Cronos de Guillermo del Toro
- Les Chiens enragés de Mario Bava
- 2000 maniaques de Herschell Gordon Lewis
- Baby Blood de Alain Robak

### Saison 2 (1999-2000) - 22 numéros
- Vampires de John Carpenter
- Faster, Pussycat! Kill! Kill! de Russ Meyer
- L'Étreinte du vampire de Anne Goursaud
- Le Chat à neuf queues de Dario Argento
- Les Deux Orphelines vampires de Jean Rollin
- La Reine des vampires de Gilbert Adler (en)
- Wishmaster de Robert Kurtzman
- Les Ailes de la nuit de Mark Pavia
- Psycho Sisters de Pete Jacelone
- Les Prédateurs de la nuit de Jess Franco
- The Ugly de Scott Reynolds
- La Comtesse noire de Jess Franco
- Hellraiser-Le pacte de Clive Barker
- Le Fantôme de l'opéra de Dario Argento
- Marquis de Sade de Gwyneth Gibby
- Flesh Gordon de Howard Ziehm et Michael Beveniste
- en:Evil Ed de Anders Jacobsson
- Les Anges du mal/Femelles en cage (Reform School girls) de Tom de Simone
- Incubus de Leslie Stevens
- Perdita Durango de Alex de la Iglesia
- Driller Killer de Abel Ferrara
- Massacre à la tronçonneuse 4 de Kim Henkel

### Saison 3 (2000-2001)
- La Fiancée de Chucky de Ronny Yu
- Lèvres de sang de Jean Rollin
- Premutos de Olaf Ittenbach
- Moi, zombie : chronique de la douleur de Andrew Parkinson
- Scanners de David Cronenberg
- Rage de David Cronenberg
- Frissons de David Cronenberg
- Chromosome 3 de David Cronenberg
- Vidéodrome de David Cronenberg
- Spirit of the Night de Mark Manos
- Les Démoniaques de Jean Rollin
- L'Enfant du futur de Brian Yuzna
- Flavia la défroquée de Gianfranco Mingozzi
- La Maison aux fenêtres qui rient de Pupi Avati
- Kolobos de Daniel Liatowitsch
- Funny Man de Simon Sparckling
- Killer Barbys de Jess Franco
- La Nuit de la mort de Raphael Delpard
- Phantoms de Joe Chappelle
- Society de Brian Yuzna
- Wishmaster 2 de Jack Sholder
- Frère de sang (Basket Case) de Frank Henenlotter
- Vorace de Antonia Bird
- Blood Feast de Herschell Gordon Lewis
- Anthropophagous de Joe D'Amato
- Parents de Bob Balaban

### Saison 4 (2001-2002)
- Razor Blade Smile de Jake West
- Journal Intime D'un Vampire de Ted Nicolaou (en)
- Blood de Charly Cantor
- Maîtresse de Barbet Schroeder
- La Punition de Pierre-Alain Jolivet
- Justine De Sade de Claude Pierson
- Massacre à la tronçonneuse de Tobe Hooper
- Marquis de Sade (La Nuit de la terreur) de Tobe Hooper
- Massacres dans le train fantôme de Tobe Hooper
- Spiders de Gary Jones
- Arachnid de Jack Sholder
- Hiruko The Goblin de Shinya Tsukamoto
- Tetsuo de Shinya Tsukamoto
- Ring de Hideo Nakata
- Denchu Kozo de Shinya Tsukamoto
- Elle s'appelait Scorpion de Shunya Ito
- Blood: The Last Vampire de Hiroyuki Kitakubo
- Trouble Every Day de Claire Denis